# Martin Třasák
Martin Třasák (* 14. dubna 1973) je bývalý český fotbalista, obránce. Po skončení aktivní kariéry pracuje jako kondiční trenér.

## Fotbalová kariéra
V české lize hrál za Bohemians Praha. Nastoupil ve 21 ligových utkáních. Gól v lize nedal. V nižších soutěžích hrál i za SK Pardubice, FK Ústí nad Labem, FC Vítkovice, AFK Atlantic Lázně Bohdaneč a FK AS Pardubice.

## Ligová bilance
| Ročník                          | Zápasy | Góly | Klub                        |
| ------------------------------- | ------ | ---- | --------------------------- |
| 2. česká fotbalová liga 1993/94 | -      | 4    | SK Pardubice                |
| 2. česká fotbalová liga 1994/95 | -      | 0    | SK Pardubice                |
| 2. česká fotbalová liga 1995/96 | 20     | 1    | FK Ústí nad Labem           |
| 2. česká fotbalová liga 1996/97 | 9      | 0    | FK Ústí nad Labem           |
| Česká fotbalová liga 1996/97    | -      | 0    | FK Pelikán Děčín            |
| 2. česká fotbalová liga 1997/98 | 20     | 1    | FC Vítkovice                |
| 2. česká fotbalová liga 1998/99 | 14     | 0    | FC Vítkovice                |
| 2. česká fotbalová liga 1999/00 | 6      | 0    | FC Vítkovice                |
| 2. česká fotbalová liga 1999/00 | 11     | 0    | AFK Atlantic Lázně Bohdaneč |
| 2. česká fotbalová liga 2000/01 | 27     | 1    | FK AS Pardubice             |
| 2. česká fotbalová liga 2001/02 | 23     | 1    | FK AS Pardubice             |
| Gambrinus liga 2002/03          | 21     | 0    | Bohemians Praha             |
| 2. česká fotbalová liga 2003/04 | 28     | 1    | Bohemians Praha             |
| 2. česká fotbalová liga 2004/05 | 18     | 0    | FC Vítkovice                |
| 2. česká fotbalová liga 2005/06 | 18     | 1    | FC Vítkovice                |
| 2. česká fotbalová liga 2006/07 | 13     | 0    | FC Vítkovice                |
| CELKEM 1. liga ČR               | 21     | 0    |                             |